# MF Grimm
MF Grimm, de son vrai nom Perceval Carey, né le 11 juin 1970 à Manhattan, New York, est un rappeur, producteur et auteur de comics américain. Il est membre fondateur du collectif de hip-hop Monsta Island Czars et du groupe Gravediggaz[réf. souhaitée] avec Roc Raida. MF Grimm est également fondateur et CEO du label Day By Day Entertainment. Depuis le début des années 2000, MF Grimm maintient son succès en tant que musicien solo et aux côtés du producteur et disc jockey Drasar Monumental dans les années 2010. Grimm compte au total cinq albums studio, cinq albums collaboratifs et deux compilations.

## Biographie

### Jeunesse
Percy Carey naît et grandit dans le quartier de Manhattan, à New York. Il est élevé avec ses deux sœurs par sa mère, Minnie Miller, et son beau-père Eddie. Dans sa jeunesse, il s'adonne tout d'abord au tournage de spots publicitaires pour, selon ses dires, manquer des heures de cours. Son voisin de l'époque, Morgan Freeman, l'aide à obtenir un rôle d'enfant acteur dans la série Sesame Street, où il apparaît dans l'épisode 0806, saison 7. Il y joue entre 5 et 9 ans. Carey se rappelle : « Pendant un épisode, j'avais perdu une dent, et on devait traverser Sesame Street pour la retrouver. » Cet épisode est fait lorsque Carey avait raconté un rêve qu'il aurait fait la nuit précédente à Jim Henson.
Adolescent, il commence à flirter avec le milieu du hip-hop au début des années 1980, faisant la connaissance des premiers B-Boys et bien sûr des MCs. Il débute dans la danse, discipline qu'il abandonne rapidement pour se rapprocher des disc jockey et des MCs. Carey se lance sérieusement dans le rap au milieu des années 1980, poussé par son ami King Sun qui l'emmène pour sa toute première tournée en 1987. En 1989, il part vivre à Los Angeles où il finit par devoir vendre de la drogue par manque d'argent.

### Années 1990
Il fait en 1990 la connaissance du producteur Dr. Dre et de son acolyte Suge Knight, ainsi que des autres représentants de Death Row Records comme Snoop Dogg ou Warren G, qui voient en lui un sérieux potentiel. Il repart pour la côte Est en 1991 où il pose les premières briques de son label, Underground Records. En 1993, il enregistre la chanson So Watcha Want, Nigga qui rencontre un fort succès dans la rue. Il continue alors de multiplier les featurings avec les membres de Death Row. Il participe la même année au célèbre Battle for World Supremacy. 
En 1994, alors que le label Atlantic Records s'apprête à le signer, MF Grimm est victime d'une agression durant laquelle il est grièvement blessé et perd un proche. Il aura les jambes paralysées de façon quasi définitive. Cette expérience freine considérablement son parcours musical, de nombreux labels refusant de produire un artiste en conflit avec la justice. À défaut de contrat, il est engagé comme journaliste au Right On! Magazine, activité qu'il poursuit durant quelques années. Toujours dans les années 1990, il collabore avec des légendes du hip-hop comme Kool G Rap, Kurious et KMD. Il forme également un groupe de disc jockeys et producteurs appel The Gravediggaz (ne pas confondre avec Gravediggaz).

### Années 2000
Carey est arrêté en 2000 pour possession de drogue et il écope d'une peine de quatre ans. En prison, il compose l'album Digital Tears: E-mail from Purgatory. Il est relâché après trois ans d'emprisonnement, sous liberté conditionnelle à vie.
En 2006, MF Grimm publie un triple album de 60 chansons intitulé American Hunger, le premier de son label Day By Day Entertainment. L'album fait participer les membres de son groupe Monsta Island Czars. La vie de Grimm est racontée dans une autobiographie illustrée par Ronald Wimberly, Sentences: The Life of MF Grimm, publiée dans la collection Vertigo de DC Comics en septembre 2007,. Deux mois plus tard, MF Grimm apparaît sur National Public Radio racontant l'histoire de sa vie et ses prochains plans. Cette même année, MF Grimm participe à l'album-concept The Hunt for the Gingerbread Man, et à une mixtape, The Order of the Baker Mixtape.
En 2008, Grimm, sous son vrai nom Percy Carey, est nommé pour deux Eisner Awards pour Sentences. Il remporte deux Glyph Awards. En 2009, Grimm publie une courte mixtape sur le site de Day By Day Entertainment, Story: Substance, Style, Structure and the Principles of Hip Hop.

### Années 2010
En 2010, Grimm publie son septième album studio, You Only Live Twice: The Audio Graphic Novel accompagné d'un comics de 13 pages de Jim Mahfood. En 2012, il collabore avec le producteur Drasar Monumental et le label Vendetta Vinyl pour enregistrer une série d'albums. La premier album du duo est une mixtape intitulée Preemptive Strike suivie par Good Morning Vietnam. Le duo suit avec l'album Good Morning Vietnam 2: The Golden Triangle en novembre 2013.
Le 4 février 2015, MF Grimm annonce une compilation de ses chansons d'amour pour le 14 février 2015, intitulé MF Love Songs.

## Discographie
- 2000 : MF EP (avec MF DOOM)
- 2002 : The Downfall of Ibliys: A Ghetto Opera
- 2004 : Digital Tears: E-mail from Purgatory (sous GM Grimm)
- 2004 : Special Herbs and Spices Volume 1
- 2005 : Scars and Memories
- 2006 : American Hunger
- 2007 : The Hunt for the Gingerbread Man
- 2010 : You Only Live Twice : The Audio Graphic Novel